# كأس أندورا 2001
كأس أندورا 2001 هو الموسم 9 من كأس أندورا. أقيم خلال الفترة يناير 2001 وحتى 3 يونيو 2001، وأشرف على تنظيمه اتحاد أندورا لكرة القدم، وكان عدد الأندية المشاركة فيه 15، وفاز فيه نادي سانتا كولوما.